# Ao Tanaka
Ao Tanaka (japonsky 田中 碧, * 10. září 1998) je japonský fotbalista.

## Klubová kariéra
S kariérou začal v japonském klubu Kawasaki Frontale. V sezóně 2019 byl zvolen jako nováček roku.

## Reprezentační kariéra
Jeho debut za A-mužstvo Japonska proběhl v zápase proti Hongkongu 14. prosince 2019. Tanaka odehrál za japonský národní tým celkem dvě reprezentační utkání.

## Statistiky
| Japonsko | Japonsko | Japonsko |
| Roky     | Záp.     | Góly     |
| -------- | -------- | -------- |
| 2019     | 2        | 0        |
| Celkem   | 2        | 0        |

## Úspěchy

### Klubové
Kawasaki Frontale
- J1 League: Vítěz; 2017, 2018